# Reichenberger Spitze
Die Reichenberger Spitze ist ein 3030 m ü. A. hoher Berg in der Lasörlinggruppe in Osttirol.

## Lage und Umgebung
Die Reichenberger Spitze ist ein südöstlicher Vorgipfel der Rosenspitze (3060 m) und mit ihr über einen scharfen Grat verbunden, der sich nach Süden zur 2816 m hohen Grauen Wand und weiter zum 2759 m hohen Bachlenkenkopf fortsetzt. Im Norden liegt das Rasbachkar, im Südosten das Bachlenkenkar, zwei Kare oberhalb des Großbachtals, das ins Virgental mündet. Südwestlich der Reichenberger Spitze liegen die Sentenböden oberhalb des Tals des Trojer Almbachs, eines Seitentals des Defereggentals.

## Besteigung
Ausgangspunkt für eine Besteigung der Reichenberger Spitze ist die etwa zwei Kilometer südöstlich gelegene Neue Reichenberger Hütte (2586 m), die entweder von St. Jakob in Defereggen durch das Trojeralmtal (5 Stunden) oder vom Parkplatz Hinterbichl in Ströden durch das Großbachtal (4 Stunden) erreichbar ist. Von der Hütte ist die Reichenberger Spitze in etwa zwei Stunden erreichbar. Die Route führt dabei über den Bachlenkenkopf, die Graue Wand und den Verbindungsgrat zum Gipfel. Dieser Anstieg ist Bestandteil einer Route zur Rosenspitze, die den Schwierigkeitsgrad II (UIAA), stellenweise auch III, aufweist.
Die Reichenberger Spitze wurde  1924 von F. Czastka und Gefährten erstbestiegen.